# Загребська приміська залізниця
Загребська приміська залізниця — міська/приміська залізнична мережа, яка надає послуги громадського транспорту в місті Загреб (Хорватія) та його передмістях. Ця приміська залізнична система експлуатується Хорватськими залізницями (Хорватська: Hrvatske željeznice, HŽ) і розвивається з 1992 року.
З 21 старим поїздом і 11 новими приміських залізниць охоплює в основному східну і західну частини Загреба. Відремонтовані залізничні станції та регулярні поїзди в Загребі. Ці заходи сприяли поліпшенню роботи приміського залізничного транспорту.
Так як система почала діяти, лінії були обслуговуватися серії HŽ 6111 електропоїзди, побудованого Ganz. З 2011 року було додано також нові автомобілі серії HZ 6112 -1 (приміські версії).
У 2005 році приміські залізничні перевезення збільшилися приблизно до 15-хвилинної частоти на головній лінії Savski Marof — Центральний вокзал Загреба — Dugo Selo.
У години пік частота поїздів — 10 хв. З 2010 року маршрут був продовжений ще на 3 станції Сутла, Ладуч і Харміка.
У плануванні більше станцій між Загребським центральним вокзалом і Дуго-Село.
Оголошено нове сполучення з сусіднім містом Самобор. Ця ланка буде стандартною колією і буде пов'язана з звичайними операціями Хорватських залізниць (попередня вузькоколійка до Самобору була закрита в 1979 році).